# 梁孟松
梁孟松（英語：Mong-Song Liang, 1952年—），台灣電子工程學家，為電機電子工程師學會院士，曾任國立清華大學電機系與電子所教授、成均館大學訪問教授，在業界歷任超微工程師、台積電資深研發長、三星電子研發副總經理，出任中芯国际聯合首席執行官（CEO）兼執行董事，與林本堅、楊光磊、蔣尚義、孫元成、余振華等人並稱「台積電研發六騎士」。

## 早年
梁孟松先于国立成功大学电机工程学系取得学士与硕士学位，其后于加州大学柏克莱分校师从胡正明。在获得电機工程博士学位后，梁孟松和他的导师一样当选电機电子工程师学会院士，并于超微半导体负责记忆体相关工作。
美国专利及商标局的资料显示，梁孟松参与发明的半导体技术专利达181件，均为关键技术研究，他在台美两地发表的技术论文共350余篇。

## 事業生涯

### 任職台积电
1992年返台后，梁孟松擔任台湾积体电路制造股份有限公司工程师、资深研发处长，是台积电近500項专利的发明人，负责或参与台积电每一世代制程的最先进技术，也是「新制程设备遴选委员会」成员。2003年，台积电以自主技术击败IBM，受中華民國行政院表彰的台积电研发团队中，当时负责130纳米「铜制程」先进模组的梁孟松其貢獻排名第二，仅次于他的上司资深研发副总蒋尚义。
2009年2月，梁孟松离开台积电，转赴国立清华大学任电机工程学系和电子所教授，半年多后前往韩國。

### 转投三星
在三星开出三年相當於梁在台积电任職十年的薪資以及提供行政专机等条件下，梁孟松同意加入三星并同时带走包括旧部在内的二十多个台积电工程师。
为符合竞业条款所规定的竞业禁止期限，梁孟松先于2010年10月开始在三星旗下的成均馆大学担任访问教授，實際任教於三星内部企业培训大学——三星半导体理工学院（SSIT），2011年7月13日，梁孟松正式加入三星集团，担任三星LSI部门技术长，同时也是三星晶圆代工的执行副总。
当时三星正处于由芯片制程技术28纳米晶片制程转向20纳米制程的研發瓶頸，而梁孟松對此主張三星放弃20纳米制程，直接由28纳米制程升级到14纳米制程。，一次完成三代四级跨越，後获成功；最后三星的14纳米制程量产时較台积电早约半年，而同時台积电推出的制程为16纳米。
梁孟松協助三星成功研发14纳米制程後，三星拿下原為台積電所獨佔蘋果公司處理器相關市場的「苹果A9处理器」首批订单以及高通的訂单，三星自此成为苹果的供应商之一，并使台积电的股价一度下跌，失去八成的苹果订单、损失10亿美元。2011年10月，台积电因此和梁孟松展开达四年的訴訟，指控其自2009年离职至成均馆大学任教以来，“应已陆续泄漏台积电公司之营业秘密予三星。” 

### 洩密訴訟
梁孟松在三星電子任职期间因使三星与台积电技术差距急速缩短，使得他的研发成果受台积电指责，並且让台积电认为梁孟松涉嫌泄漏商业秘密而對他提出诉讼。台积电於訴訟中指控，从2005年至2009年間，三星电子的代工年营收不到4亿美元；自2010年起，三星開始代工苹果公司的A系列处理器後，代工收入增至12亿美元（其中苹果产品代工收入达8亿美元），2013年达39.5亿美元，韩国打进少数企業有能力參與競爭的晶圆代工產業；至2018年，三星的晶圆代工收入已攀至约100亿美元，並企圖在3纳米制程上再次超越台积电。台積電認為三星的製程技術發展与梁孟松的加入密切相關，台积电法务副总经理暨法务长方淑华對此表示：“就算不主动泄漏台积机密，只要三星选择技术方向时，梁孟松提醒一下，这个方向你们不用走了，他们就可以少花很多物力、时间。” 
而受託台积电的一份专家技术调查报告顯示：由于三星产品技术来自IBM授权，其产品特征原与IBM一样、和台积电差异极大；2009年之后几年，三星的45、32、28纳米世代產品特徵与台积电的差异急剧减少，两家公司的产品变得极为相近。該份調查報告的外部专家以最先进的电子显微镜，详细比对IBM、台积电和三星三家公司最新四代产品的主要结构特征以及组成材料，結果顯示三星和台积电的产品高度相似，若单纯从產品结构分析可能無法分辨其来自何者，因此台积电认定梁孟松已泄漏相關商业機密给三星，使台积电的技术优势被三星追趕。
台积电控告梁孟松侵犯营业祕密的诉讼在中華民國智慧財產法院一审时败诉，法院同意梁的辩护律师顾立雄之观点，判决竞业禁止期限已满，不应剥夺他的工作权。台积电對判決結果不服上诉，二审时智慧法院合议庭認定成均馆大学与三星具特殊关系，而韩国此类企业大学具某种有益於企業之不公开作用，因而判定成均馆大学对三星有类似功能，加上台积电提供的相關证据，使台积电在二审獲胜。梁孟松不服上訴，最終最高法院判决结果為：在2015年12月31日之前，梁孟松不能以任何方式继续为三星提供服务。該判決結果亦為台灣的法院史上第一次限制企业高階主管在競業禁止期限結束後，仍禁止至競爭對手公司任職，有媒體評論這是「歷史性的判決」。

### 加入中芯

#### 發展與突破
在与三星的契约结束之后，梁孟松接受中芯国际以年薪20万美元邀请（不含股权分配和分红）加入，而中芯国际于2017年10月16日晚间召开临时董事会宣布梁孟松出任联合首席执行官（Co-CEO）兼执行董事，和赵海军擔任該公司之双首席执行官。消息公布后，中芯股价于当日上升并于其后近一个月涨逾20%，而投资商对中芯的评价也为正多于负。
梁孟松从三星带走包含台灣和韩國的工程师團隊加入中芯，也替中芯招揽昔日在台积电时的下屬周梅生；周在業界之先进技术研发、合作、转移等項目擁有資歷，专长相關技术并拥有130多项国际专利。在梁孟松的推荐下，周梅生被任命为首席技术官，而梁孟松为中芯招攬达200多位核心成員，其中大部分来自台湾新竹科学园区。由於受竞业禁止条款所限，梁孟松所率团队无法立即投入中芯的新一代产品研发，便参与前代产品改良，提升28纳米製程良率
2016年2月，中芯半导体宣布「28纳米高介电常数金属栅（闸）极」（HKMG: high k metal gate）工艺成功，成为中国大陸晶圆厂中首家可同时提供28纳米多晶硅（PolySiON）与高介电常数金属栅极工艺的厂商；此時良率仍不稳定，發展不如预期，至2018年營收占比為5.4%。梁孟松和其所率团队在一年內将中芯的低阶28纳米制程良率从60%提升至85%以上，並将高阶28纳米制程良率翻倍提升至80%以上，讓产品质量大幅提升，也使28纳米制程开始获利。梁孟松带领中芯成功量产28奈米制程芯片后，西方随即解禁了28奈米光刻机对中国大陆的禁运令，中国大陆各芯片厂随后便开始购入此种光刻机。梁孟松指导中芯成功量产28奈米制程芯片也使中芯带领中国大陆芯片业升级，跻身于世界二流芯片厂之列。
梁孟松和其团队将28纳米制程良率大幅提升後，联华电子在厦门的分公司联芯于2018年试产28纳米制程，其良品率达98%，而台积电南京厂的16纳米制程亦于同年5月量产，使中芯的28纳米制程产品不具任何競爭优势。梁孟松因此認為中芯因28纳米制程太晚研制成功而错失市场良机，並提出停止發展28之后的下一代22纳米制程、而直接量产14纳米制程的策略；他提出此策略后因中芯當下的技术瓶颈，遭公司內部普遍反对，《电子时报》對此评论：“中芯宣称要做14nm、10nm，但恐是个遥不可及的美梦”。梁孟松说服中芯采纳其建议，之後将14纳米制程的良率于298天之内，就从3%巨幅提升至95%以上，使中芯成為继台积电、联电、三星、格芯和英特尔之后，全球六家能生产14纳米芯片的企业之一，并同时研发出12纳米制程，中芯也因此于2019年为他加薪7成至年薪34万美元。至2019年，中芯的14纳米制程成功量产时，比14纳米功耗降低、性能提升的12纳米制程也进入客户导入阶段，并于次年成功量产，使中芯成为继英特尔、格芯、台积电和三星之后，全球第五家能生产12纳米芯片的芯片厂。梁孟松领军中芯量产14纳米制程后，美国曾随后一度取消了14纳米制程光刻机对中国大陆的禁运，中芯便立刻下单ASML订购了一台，并于2020年3月到货；惟两年后美国又加强了对包括中芯在内的所有中国大陆芯片厂的封锁禁运，不但于2022年禁止应用材料和泛林集团向任何中国大陆芯片厂出口14纳米及更高级制程的设备，同时也施压荷兰和ASML，要求其不向中国大陆出口14纳米及更高级制程的光刻机。

#### 研發規劃
梁孟松在完善28和14纳米制程时，决定直接以技術更先進的7纳米以下制程為目標，而全球有能力投入7纳米以下制程的企業為台积电、三星和英特尔三家，英特尔亦将自家设计的7纳米芯片转向台积电下单。
中芯于2018年上半年向艾司摩尔下单订购一台价值1.2亿美元的「极紫外光刻机」，与此同时，梁孟松与其团队在研发第二代「鳍式场效应晶体管」时，也同步研发采用新一代N+1、N+2代制程工艺。至2019年下半年，N+1制程客户导入阶段已十分顺利；据2020年2月中芯国际2019年第四季度财报会议的公告，在受到2019冠状病毒病疫情影响下，中芯N+1制程將于2020年第四季开始低批量试产，2021年进行大规模量产。相较之前的14纳米制程，中芯新一代N+1制程性能提升20%、功耗可降低57%。
梁孟松采取与台积电研发7纳米制程经验相似的方法，在N+1、N＋2代制程上发展7纳米制程，计划于2022年完成。台积电因充分利用极紫外光刻工艺，达到5纳米制程，而其前两代低階7纳米制程均只需用「深紫外光刻机」（Deep Ultraviolet Lithography, DUV）；對於已有相当深紫外光刻技术和设备储备，尚无任何极紫外光刻机和使用经验的中芯，梁孟松規劃先以深紫外光刻技术和设备研发7纳米制程，以其N+1、N＋2代制程发展和台积电同级的前两代7纳米制程；直到相關设备就绪后，中芯即可转向發展极紫外光刻工艺。2020年10月，中芯以其N+1制程所产的10纳米芯片流片和功能测试一次通过，并于年底成功量产，使其成为继英特尔、台积电和三星之后，全球第四家能生产10纳米芯片的芯片厂。梁孟松亦預計低階7纳米制程於2021年4月可进入小批量风险试产，中芯将能比英特尔提前量产7纳米制程芯片。2022年，加拿大公司TechInsights通过逆向工程拆解分析中芯在2021年7月向加拿大比特币挖矿公司MinerVa供货的MV7挖矿芯片，发现其为7纳米制程，因此证明中芯第一代7纳米芯片已量产，使其成为继台积电和三星之后，全球第三家投产7纳米芯片的芯片厂。

#### 內外波折
由於中芯至2020年代無法量产任何5纳米和3纳米芯片，除缺乏相關設備外，亦未掌握最关键的八项核心技术，因此梁孟松于订购极紫外光刻机前制定技术研发路线蓝图，規劃研发關鍵技术领域中不需极紫外光刻机之部分，待設備到货再研发完成5纳米和3纳米制程；惟此计划引发中芯内讧。由於5G手机的需求增长，电源管理芯片在全球市場缺货，联合首席执行官赵海军在公司董事会提议扩充产能以满足电源管理芯片的需求，遭梁孟松反对，梁认为此种成熟产品不如自己掌管的先进制程重要。之後，梁孟松因其理念符合中華人民共和國政府的芯片自主政策而在爭論中获胜，使5纳米以下制程的研发工作顺利进行；同時，中芯因此失去原可进账的电源管理芯片收入，造成包括大股东大唐电信等股东對此不滿，而外界亦流傳赵海军因此与梁孟松不和。
除了企業的内部倾轧，2019年底因美国施压，荷兰政府延缓向艾司摩尔授予其對於中芯的出口许可证，使原先梁孟松计划于同年底安装极紫外光刻机的規劃至2021年無法完成。2020年12月，中芯再遭美国制裁，被美国商务部列入实体清单，若事前没有美国政府所授的出口许可证，中芯将无法获得任何高階芯片制程所須的美国技术，梁孟松的计划亦因此搁置，被迫转向专攻国产化替代。在梁孟松的领军下，中芯绍兴厂于2022年成为中国大陆生产设备国产化率最高的芯片厂，比例迅速达到四成半，此一成就虽在全球也算首屈可指，但仍远远不及台积电早已达成的美国技术在其7奈米制程中，只占不到区区十分之一的成就。
2020年12月，蔣尚义回歸中芯出任副董事長，梁孟松对自己未被及時告知該消息感到不滿，因此在公司董事会請辭；消息传出后，中芯的市值一度蒸发近一成、超过300亿元，并导致即日其港股暂停交易。數日后，中芯于同月31日证实梁孟松仍任联合首席执行官。2021年2月5日，赵海军獨自出席中芯的法人说明会，梁孟松首次缺席，消息傳出后中芯的港股和A股應聲下跌；同年3月31日，中芯對外公告再次确认梁孟松仍任原職，並赠與梁价值约人民币2,250万元的宅邸，也將他的年薪調漲至153万美元。

## 個人生活
在美國期间梁孟松結婚。配偶是和上大学时为筹集学费曾当过空姐、後來同为半导体工程师的韩裔妻子李宁男。

## 評價
梁孟松加盟中芯被业界称为“对中国半导体行业具有划时代的意义”、“中国半导体产业进入梁孟松时代”，亦有評論梁「为中芯打了一剂鸡血针」，因此得到中國大陆方面赠诗称赞：“叶落归根中芯在，半导一生忠报国”；且因其自供职中芯后，从未动用过分文年薪，都尽数捐给他所成立的教育基金，为中国大陆培养芯片业人才，而被称为高风亮节的真君子。
2020年5月25日中芯授出946万购股期权予周子学等8位董事，梁孟松和周子学获得份数为最多，均为659117份，梁孟松所获和董事长相同。
由於梁孟松掌握关键核心技术卻投靠原東家的竞争对手，并造成老东家台积电惨重财务和技术损失，导致台湾很多民众对梁孟松极度不满、痛恨，斥责其为“叛徒”、 “叛将”、 “半导体吕布”、及“现代版三姓家奴”。 
但是也有声音认为，他曾在出庭时讲述在台积电后期所受的委屈，提到“台積電在未經我同意下，發佈人事命令，使得我無法面對公司所有認識我的人，且出國回來辦公室被改裝成4個工程師的辦公室，長達8個多月的時間不敢去餐廳吃飯，「高層要我離開研發總部外放歐洲，這件事我不能接受，我感到被欺騙、被侮辱，對台積電貢獻很多，這件事，我沒面子。”“梁孟松在台積電的主要競爭對手三星、中芯展長才，彷彿是為了‘報復’台積電，戰友楊光磊用一句話形容梁孟松，或許就是最好的寫照，‘梁孟松用生命在做事，拚盡所有力氣，要證明自己有能力，不要被別人看不起。’”